# Junkers Ju 90

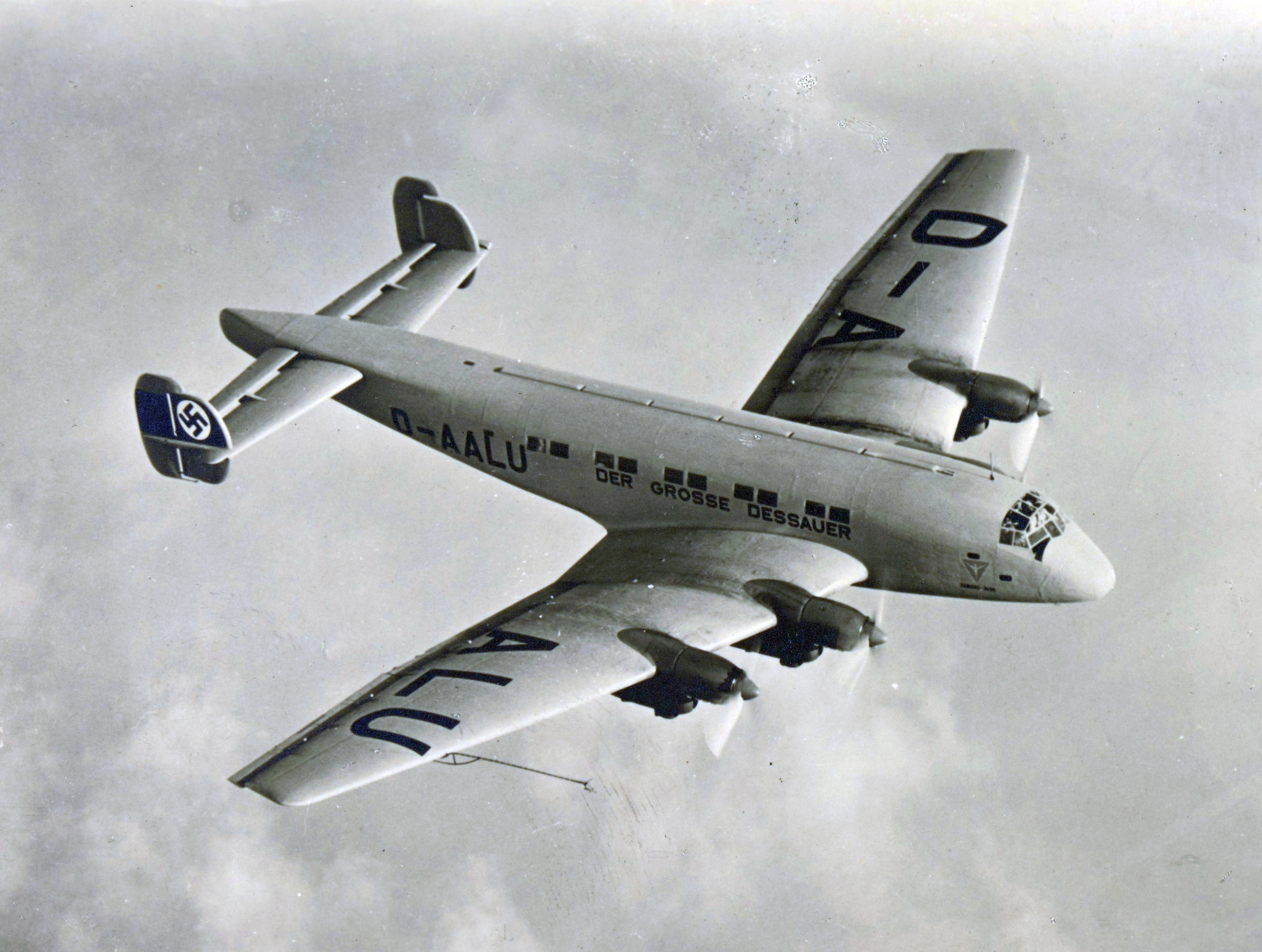
Ju 90

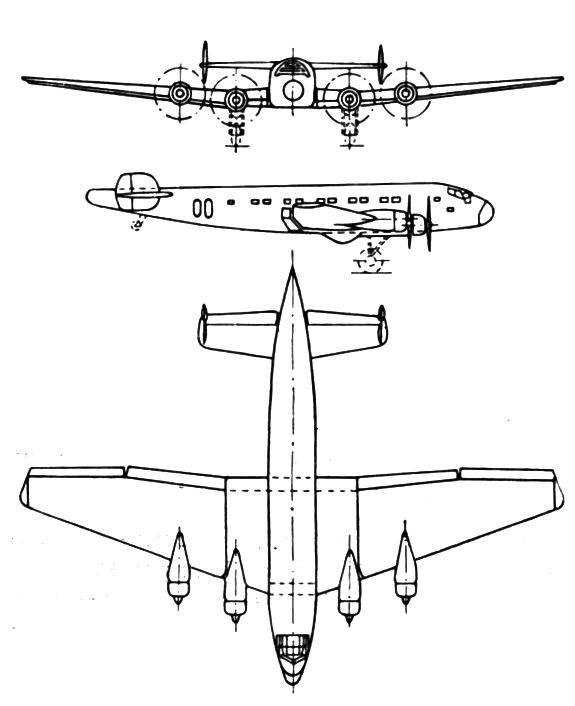

De Junkers Ju 90 was een geheel metalen viermotorig passagiersvliegtuig uit de late jaren 1930 van de Duitse firma Junkers in Dessau, ontwikkeld voor Lufthansa. Het toestel kon 40 passagiers vervoeren bij een snelheid van 350 km/h. Tijdens de Tweede Wereldoorlog werd het ingezet voor troepentransport. Het ontwerp was afgeleid van de nooit gebouwde Ju 89 bommenwerper.

## Specificaties
- lengte: 26,5 m
- spanwijdte: 35,5 m
- startmassa: 23 ton
- topsnelheid: 350 km/h
- actieradius: 1050 km
- eerste vlucht: 28 augustus 1937
- motoren: 4x BMW 132HA

## Bron
- Helmut Erfurth, Das große Junkers Flugzeugbuch (2006), ISBN 3765470341